# Thassy Kristóf
Miskei és monostori Thassy Kristóf Antal Lajos (Zalaegerszeg, 1887. január 17.– Bagodvitenyéd, 1959. március 12.) jogász, az Egyesült Keresztény Párt országgyűlési képviselője 1939 és 1944 között, főhadnagy, földbirtokos.

## Családja és származása
A római katolikus nemesi származású miskei és monostori Thassy család sarja. Apja idősebb Thassy Kristóf (1854–1911),  Zala vármegye tiszti főügyésze, köz- és váltó ügyvéd, földbirtokos, anyja nemeskéri Kiss Mária (1867-1939) volt. Apai nagyszülei Thassy Lajos (1809–1897), zalai főszolgabíró, és korongi és tropóci Gombossy Szidónia (1824–1905) voltak. Anyai nagyszülei nemeskéri Kiss Sándor (1841-1879), földbirtokos, és miskei és monostori Thassy Margit (1839) voltak; ennek a nemeskéri Kiss Sándornak a nagybátyja nemeskéri Kiss Miklós (1820–1902), az 1848–49-es forradalom és szabadságharc honvéd ezredese, földbirtokos, akinek a hitvese a francia főnemes Mathilde Le Charron őrgrófnő (1820-1896) volt. Thassy Kristóf apai nagybátyjai: Thassy Lajos (1857–1925), a zalaegerszegi járás főszolgabírája 1896. október 1. és 1914. július 1. között, akinek a hitvese salomvári Vizy Gizella (1866–1928), valamint Thassy Ferenc (1852–1901), földbirtokos, akinek a neje iszkázi Árvay Karolin (1849–1930) volt.

## Élete
Középiskoláit Zalaegerszegen végezte. Jogi tanulmányait a budapesti tudományegyetemen, ahol a jogi tudományok doktorává avatták. Tanulmányainak elvégzése után ügyvédi oklevelet is szerzett és egy ideig mint közjegyzőhelyettes tevékenykedett. Az első világháborúban mint a 6. honvédhuszárezred főhadnagya vett részt. Az orosz fronton harcolt és kitüntetéseket is szerzett. Zala vármegye törvényhatósági bizottságának tagja és megválasztott örökös tag volt a törvényhatósági bizottságban, valamint tagja Zala vármegye közigazgatási bizottságának is. A saját és felesége birtokán gazdálkodott Alsóbagodban, ahol szintén volt a kúriájuk. Meggyőződött legitimistaként tagja volt a Keresztény Gazdasági és Szociális Párt utódának, a Egyesült Kereszténypártnak. Az 1939-1944. évi ciklus alatt a zalaegerszegi kerület országgyűlési képviselővé választották ezzel a programmal; a választásokon a szélsőjobboldali jelöltek minden kerületben a Magyar Élet Pártjával kerültek szembe; csupán egyetlen Egyesült Keresztény párti jelölt indult a zalaegerszegi kerületben, azaz a kormánypárt által is támogatott Thassy Kristóf helybeli földbirtokos személyében. Ennek a helyzetnek a kialakulásában a már komoly tekintéllyé váló Pehm József zalaegerszegi plébánosnak bizonyosan szerepe volt. Ezzel a várost 1939-ben sikerült megtartani a nemzeti szocialistákkal szemben, mégpedig az ismeretien, „hirtelen előrántott" Thassy Kristóffal, aki tehát az Egyesült Keresztény Párt és a Magyar Élet Pártja programjával lépett fel egyszerre. 1939. május 28-án vasárnap zajlott az országgyűlési választás. Thassy Kristóf 7 629 szavazattal nyert; a Kibukott ellenfele, a nyilas Eitner Sándor 6 767 szavazattal veszített. 1939. június 1-jén Thassy átvette a mandátumát.
1941. november 18-án Thassy Kristóf a keresztény pártból rámutatott az országgyűlésen arra, hogy a tavalyinál jelentékenyen nagyobb összegű földművelésügyi költségvetéssel intenzívebb és nagyobb munkát lehetett volna végezni. Kifogásolta a túlságos, egészségtelen centralizációt. Kijelentette, hogy igen nagy a központhoz beosztott tisztviselők száma, és hogy nem kell minden ügynek magában a minisztériumban végleg elintéződni. Akkoriban állítása szerint az volt a helyzet, hogy jóformán nem volt olyan ügy, amelyet alacsonyabb fokú szakközegek intézhették volna el, mert még a legkisebb dolgokat is fel kellett terjeszteni a minisztériumba. Egészséges decentralizációra lett volna szükség, a gazdaközönségnek könnyebben hozzáférhetővé kellett volna tenni a hatóságokat és lehetővé kell tenni, hogy mindenki szóbelileg is előadhassa panaszait A minisztériumot tulajdonképpen csak irányítani, vezetni kellett volna. Az ügyek legnagyobb részének végleges elintézését alacsonyabb fokú vidéki hatóságra kell volna bízni, így gyorsabb lehetett volna az ügyintézés. Kívánta, hogy a gazdasági felügyelőségek számát is szaporítsák. Legalább minden közigazgatási járásban legyen egy gazdasági felügyelő, aki a járás központjában lakjék. Kevesellte az állattenyésztésre szánt összeget, mert itt nagymértékű fejlesztésre van szükség.
1943 ősszel kialakult egy súlyos krizis a tűzifa hiánya miatt. Ekkor az országgyűlésen Thassy Kristóf a mezőgazdasági cselédek és munkások helyzetének rendezését sürgette. Bejelentette, hogy a Keresztény Néppárt nevében elfogadta a költségvetést, noha ennek nem minden részletével értenek egyet, de még sem tartották politikusaik, hogy az akkori helyzetben a kormány munkája elé nehézségeket gördítsenek, örömmel állapította meg, hogy 1942-ben a költségvetés földművelésügyi része 105 millióval emelkedett. 1943. november 18-án a parlamenti gyűlésen az erdőről szóló költségvetési címnél rámutatott Thassy Kristóf arra, hogy a fakitermelési intézkedés nagyon belenyúl a magántulajdonba. Véleménye szerint az akkori fokozott kitermelés nem volt hasznára a gazdának, de nemzetgazdasági szempontból sem volt hasznosnak mondható, mert csökkent a faállomány, ami a következő évben kieséseket okozhatott.
Részt vett az Alsó-dunántúli Mezőgazdasági Kamarának és az Országos Mezőgazdasági Kamarának életében, valamint tagja volt még sok más társadalmi és jótékonysági egyesületnek. Tagja volt a képviselőház földművelésügyi, mentelmi és gazdasági bizottságának. Közeli barátságot ápolt neje rokonaival, boldogfai dr. Farkas Tibor országgyűlési képviselővel, akivel gyakran ment vadászni, valamint udvardi és básthi dr. Udvardy Jenő kormány főtanácsossal, és nejével, Udvardyné boldogfai Farkas Margit (1888-1972) asszonnyal is.
1959. március 12.-én hunyt el Bagodvitenyéden nagy szegénységben a kitelepítés után.

### Házassága
Alsóbagodban 1925. április 30-án feleségül vette nemes Csertán Margit Mária (*Zalaegerszeg, 1893. február 22.–†Zalaegerszeg, 1982. október 21.) úrhölgyet, akinek a szülei Csertán Károly (1845–1919), jogász, Zala vármegye alispánja és lovászi és szentmargitai Sümeghy Magdolna (1855–1929) úrnő voltak. Az apai nagyszülei nemes Csertán Sándor (1809-1864), táblabíró, országgyűlési képviselő, földbirtokos, valamint a szladeoviczi Szladovits családból való szladeoviczi Szladovics Borbála (1812-1868) voltak. Az anyai nagyszülei lovászi és szentmargitai Sümeghy Ferenc (1819-1869) országgyűlési képviselő, földbirtokos és séllyei Séllyey Magdolna (1822–1901) voltak. Az esküvői tanúk Thassy László Leányfaluból, valamint boldogfai Farkas Kálmán bagodi földbirtokos voltak. Thassy Kristóf és Csertán Margit házasságából nem született gyermek. A házassága révén, Thassy Kristóf 607 kataszteri holdas birtoka volt Söjtörön, amely egykor a feleségének az anyai nagyapjáé, lovászi és szentmargitai Sümeghy Ferenc (1819–1869) országgyűlési képviselő úré volt. Boncodföldén 4 kh-as és Vitenyédszentpálon 368 kh-as birtoka volt a házaspárnak: összesen 979 kataszteri holdja volt.

## Származása
| miskei és monostori dr. Thassy Kristóf (Zalaegerszeg, 1887. január 17.– Bagodvitenyéd, 1959. március 12.) jogász, országgyűlési képviselője, főhadnagy, földbirtokos. | Apja: miskei és monostori Thassy Vendel "Kristóf" (Zalaegerszeg, 1854. október 20. – Zalaegerszeg, 1911. március 31.) Zalavármegye tiszti főügyésze, köz- és váltó ügyvéd, földbirtokos, | Apai nagyapja: miskei és monostori Thassy Lajos János (Zalaszentmihály, 1808. október 15. – Zalaegerszeg, 1897. február 19.) zalai főszolgabíró, földbirtokos | Apai nagyapai dédapja: miskei és monostori Thassy Ferenc (Zalaszentmihály, 1774. május 19. – Ságod, 1859. október 23.) táblabíró, földbirtokos (Szülei: miskei és monostori Thassy János, földbirtokos és rajki Rajky Terézia)              |
| miskei és monostori dr. Thassy Kristóf (Zalaegerszeg, 1887. január 17.– Bagodvitenyéd, 1959. március 12.) jogász, országgyűlési képviselője, főhadnagy, földbirtokos. | Apja: miskei és monostori Thassy Vendel "Kristóf" (Zalaegerszeg, 1854. október 20. – Zalaegerszeg, 1911. március 31.) Zalavármegye tiszti főügyésze, köz- és váltó ügyvéd, földbirtokos, | Apai nagyapja: miskei és monostori Thassy Lajos János (Zalaszentmihály, 1808. október 15. – Zalaegerszeg, 1897. február 19.) zalai főszolgabíró, földbirtokos | Apai nagyapai dédanyja: iszkázi Árvay Éva "Borbála" (Zalaegerszeg, 1771. december 16. – †?) (Szülei: iszkázi Árvay József, püspöki uradalmi ügyész és martonfalvai Martonfalvay Klára)                                                      |
| miskei és monostori dr. Thassy Kristóf (Zalaegerszeg, 1887. január 17.– Bagodvitenyéd, 1959. március 12.) jogász, országgyűlési képviselője, főhadnagy, földbirtokos. | Apja: miskei és monostori Thassy Vendel "Kristóf" (Zalaegerszeg, 1854. október 20. – Zalaegerszeg, 1911. március 31.) Zalavármegye tiszti főügyésze, köz- és váltó ügyvéd, földbirtokos, | Apai nagyanyja: korongi és tropóczi Gombossy Genovéva "Szidónia" (Andráshida, 1824. január 4. – Zalaegerszeg, 1905. február 1.)                               | Apai nagyanyai dédapja: korongi és tropóczi Gombossy Pál (Tropóc, Vas vármegye, 1771.– Andráshida, 1844. május 15.) táblabíró, földbirtokos (Szülei: korongi és tropóczi Gombossy János, földbirtokos és nemes Mészell Krisztina)           |
| miskei és monostori dr. Thassy Kristóf (Zalaegerszeg, 1887. január 17.– Bagodvitenyéd, 1959. március 12.) jogász, országgyűlési képviselője, főhadnagy, földbirtokos. | Apja: miskei és monostori Thassy Vendel "Kristóf" (Zalaegerszeg, 1854. október 20. – Zalaegerszeg, 1911. március 31.) Zalavármegye tiszti főügyésze, köz- és váltó ügyvéd, földbirtokos, | Apai nagyanyja: korongi és tropóczi Gombossy Genovéva "Szidónia" (Andráshida, 1824. január 4. – Zalaegerszeg, 1905. február 1.)                               | Apai nagyanyai dédanyja: farkaspatyi Farkas Julianna Terézia (Andráshida, 1789. február 27.–Andráshida, 1847. január 18.) (Szülei: farkaspatyi Farkas György, táblabíró, földbirtokos, és zétényi Csukás Terézia)                           |
| miskei és monostori dr. Thassy Kristóf (Zalaegerszeg, 1887. január 17.– Bagodvitenyéd, 1959. március 12.) jogász, országgyűlési képviselője, főhadnagy, földbirtokos. | Anyja: nemeskéri Kiss Mária Klára (Nagyszakácsi, 1867. december 24. – Zalaegerszeg, 1939. december 16.),                                                                                 | Anyai nagyapja: nemeskéri Kiss Sándor József (Kaposmérő, 1841. március 19.–1879), földbirtokos.                                                               | Anyai nagyapai dédapja: nemeskéri Kiss Lajos (Bikád, 1818. december 14.–†?) földbirtokos (Szülei: nemeskéri Kiss Antal, táblabíró, földbirtokos és vizeki Tallián Julianna)                                                                 |
| miskei és monostori dr. Thassy Kristóf (Zalaegerszeg, 1887. január 17.– Bagodvitenyéd, 1959. március 12.) jogász, országgyűlési képviselője, főhadnagy, földbirtokos. | Anyja: nemeskéri Kiss Mária Klára (Nagyszakácsi, 1867. december 24. – Zalaegerszeg, 1939. december 16.),                                                                                 | Anyai nagyapja: nemeskéri Kiss Sándor József (Kaposmérő, 1841. március 19.–1879), földbirtokos.                                                               | Anyai nagyapai dédanyja: miskei és monostori Thassy Cecilia (Nagyszakácsi, 1819. november 15. – Nagyszakácsi, 1882. május 28.) (Szülei: miskei és monostori Thassy József, táblabíró, földbirtokos és koronghi Lippich Julianna)            |
| miskei és monostori dr. Thassy Kristóf (Zalaegerszeg, 1887. január 17.– Bagodvitenyéd, 1959. március 12.) jogász, országgyűlési képviselője, főhadnagy, földbirtokos. | Anyja: nemeskéri Kiss Mária Klára (Nagyszakácsi, 1867. december 24. – Zalaegerszeg, 1939. december 16.),                                                                                 | Anyai nagyanyja: miskei és monostori Thassy Mária Anna "Margit" (Zalalövő, 1839. július 1.–†?)                                                                | Anyai nagyanyai dédapja: miskei és monostori Thassy Mihály (Nemesvid, 1804. március 28.– Alsólendva, 1898. május 21.) földbirtokos. (Szülei: miskei és monostori Thassy Mihály, táblabíró, földbirtokos és csengeri Háczky Anna)            |
| miskei és monostori dr. Thassy Kristóf (Zalaegerszeg, 1887. január 17.– Bagodvitenyéd, 1959. március 12.) jogász, országgyűlési képviselője, főhadnagy, földbirtokos. | Anyja: nemeskéri Kiss Mária Klára (Nagyszakácsi, 1867. december 24. – Zalaegerszeg, 1939. december 16.),                                                                                 | Anyai nagyanyja: miskei és monostori Thassy Mária Anna "Margit" (Zalalövő, 1839. július 1.–†?)                                                                | Anyai nagyanyai dédanyja: hottói Nagy Magdolna (Andráshida, 1813. augusztus 4.– Alsólendva, 1899. augusztus 17.) (Szülei: hottói Nagy Antal, táblabíró, a zalaegerszegi járásának főszolgabírója, földbirtokos és farkaspatyi Farkas Mária) |